# برينت ويب
برينت ويب (بالإنجليزية: Brent Webb) هو لاعب دوري الرغبي نيوزيلندي، ولد في 8 نوفمبر 1980 في كيرنز في أستراليا.

## روابط خارجية
- برينت ويب على موقع ItsRugby.co.uk (الإنجليزية)